# Pavel Zvychaynyy
Pavel „Pasha“ Zvychaynyy (russisch Павел Звычайный, * 24. Oktober 1991 in Schymkent, Kasachische SSR) ist ein russischstämmiger Profitänzer in der Sparte Lateinamerikanische Tänze.

## Leben
Zvychaynyy wuchs in Sankt Petersburg auf. Er tanzt seit seinem siebten Lebensjahr, nachdem er zuvor Boxen, Basketball und Schwimmen ausprobiert hatte. Im Alter von 14 Jahren zog er nach Deutschland.
Zvychaynyy tanzt seit 2013 bei den Profis, zunächst mit Veronika Vasilova bzw. Angelique Meyer und von 2016 bis 2020 mit Oxana Lebedew. Seit 2021 tanzt er mit Polina Teleshova. Das Paar startet für Russland.
2021 nahm er mit dem Model Kim Riekenberg an der 14. Staffel der RTL-Tanzshow Let’s Dance teil.

## Erfolge (Auswahl)
- 2014: 3. Platz Deutsche Meisterschaft Professional Latein[4]
- 2015: 1. Platz Deutsche Meisterschaft Professional Latein[5]
- 2016: 1. Platz Deutsche Meisterschaft Professional Latein[6]
- 2016: 1. Platz Weltmeisterschaft Kür Professional Latein[7]
- 2017: 2. Platz German Open Championships, Professional Latin[8]
- 2017: 1. Platz Deutsche Meisterschaft Professional Latein[9]
- 2019: 3. Platz WDC European Cup Professional Latin[10]
- 2019: 1. Platz Deutsche Meisterschaft Professional Latein[11]
- 2019: 1. Platz Deutsche Meisterschaft Kür Professional Latein[12]
- 2019: 3. Platz Europameisterschaft Professional Latein[13]